# Vera Cruz do Oeste
Vera Cruz do Oeste – miasto i gmina w Brazylii, w stanie Parana. Znajduje się w mezoregionie Oeste Paranaense i mikroregionie Foz do Iguaçu.